# شربت آلی جنوبی
شربت آلی جنوبی مربوط به دوره اشکانیان - دوره ساسانیان است و در شهرستان مشگین‌شهر، بخش ارشق، دهستان ارشق مرکزی، دهستان قورلو واقع شده و این اثر در تاریخ ۲۶ اسفند ۱۳۸۷ با شمارهٔ ثبت ۲۵۷۶۸ به‌عنوان یکی از آثار ملی ایران به ثبت رسیده است.